# Drapeau du Lesotho
Le drapeau du Lesotho, adopté le 4 octobre 2006, présente trois bandes de couleur horizontales (bleu, blanc, vert) de largeurs inégales (proportions 3:4:3) représentant les éléments de la devise nationale qui célèbre la pluie, la paix et la prospérité. Au centre, est représenté en noir et occupant 92 % de la hauteur de la bande blanche, un chapeau conique traditionnel Basotho symbolisant l'unité.
Le changement de drapeau vise en partie à montrer une orientation plus pacifiste.

## Anciens drapeaux
Le premier drapeau du Royaume du Lesotho a été adopté le 4 octobre 1966, lors de l'indépendance vis-à-vis du Royaume-Uni. Celui-ci représentait un chapeau Basotho, le mokorotlo de couleur blanche. Le bleu représentait le ciel et la pluie, le blanc signifiait la paix, le vert pour la terre et le rouge pour la foi.
Un nouveau drapeau réalisé par le sergent Retšelisitsoe Matete, fut adopté le 20 janvier 1987 durant un coup d'État ayant renversé le Parti national Basotho après 20 années au pouvoir. Un bouclier brun traditionnel du Basotho avec une sagaie (lance) et une knobkierrie (gourdin) remplace ainsi le chapeau Basotho. Les couleurs du drapeau changent également, avec un triangle blanc représentant la paix, un triangle vert pour la prospérité et une bande bleue qui les sépare et représente la pluie.

Drapeau colonial du Basutoland de 1884 à 1966
Drapeau du Royaume du Lesotho 1966 à 1987
Drapeau du Royaume du Lesotho 1987 à 2006

## Étendard royal

Étendard royal du Lesotho de 1966 à 1987
Étendard royal du Lesotho de 1987 à 2006
Étendard royal du Lesotho depuis 2006

## Couleurs[3]
| Couleur      | Bleu | Bleu          | Blanc | Blanc       | Noir | Noir  | Vert | Vert        |
| ------------ | ---- | ------------- | ----- | ----------- | ---- | ----- | ---- | ----------- |
| Pantone Inc. |      | Reflex Blue C |       | Blanc       |      | Noir  |      | Green 347 C |
| RVB          |      | 0-20-137      |       | 255-255-255 |      | 0-0-0 |      | 0-154-68    |